# Feketehátú vízitirannusz
A feketehátú vízitirannusz (Fluvicola albiventer) a madarak osztályának a verébalakúak (Passeriformes) rendjébe a királygébicsfélék (Tyrannidae) családjába tartozó faj.

## Rendszerezése
A fajt Johann Baptist von Spix német ornitológus írta le 1825-ben, a Muscicapa nembe Muscicapa albiventer néven. Besorolása vitatott, egyes rendszerezők szerint a tarka vízitirannusz (Fluvicola pica) alfaja Fluvicola pica albiventer néven.

## Előfordulása
Argentína, Bolívia, Brazília, Paraguay, Peru és Uruguay területén honos. A természetes élőhelye szubtrópusi és trópusi bokrosok, édesvizű tavak, lápok, mocsarak, folyók és patakok környéke.

## Megjelenése
Testhossza 14 centiméter, átlagos tömege 11 gramm.
|  |

## Életmódja
A földön és növényeken keresi rovarokból álló táplálékát.

## Természetvédelmi helyzete
Az elterjedési területe rendkívül nagy, egyedszáma pedig stabil. A Természetvédelmi Világszövetség Vörös listáján nem veszélyeztetett fajként szerepel.